# Saint-Louis-en-l'Île
Saint-Louis-en-l'Île är en kyrkobyggnad i Paris, uppkallad efter den helige Ludvig av Frankrike. Kyrkan är belägen vid Rue Saint-Louis-en-l'Île på i Île Saint-Louis i Paris fjärde arrondissement. 